# Гранит (Оклахома)
Гранит (англ. Granite) — город в США, в округе Грир штата Оклахома. Население — 1628 человек (2020).

## География
Гранит расположен по координатам 34°57′22″ с. ш. 99°22′13″ з. д. (34.956163, -99.370346). Согласно Бюро переписи населения США, город имеет площадь 8,38 км².

## Демография
| Год переписи                          | Нас. |  | %±     |
| ------------------------------------- | ---- |  | ------ |
| 1910                                  | 1229 |  | —      |
| 1920                                  | 912  |  | −25,8% |
| 1930                                  | 1341 |  | 47%    |
| 1940                                  | 1058 |  | −21,1% |
| 1950                                  | 1096 |  | 3,6%   |
| 1960                                  | 952  |  | −13,1% |
| 1970                                  | 1808 |  | 89,9%  |
| 1980                                  | 1617 |  | −10,6% |
| 1990                                  | 1844 |  | 14%    |
| 2000                                  | 1844 |  | —      |
| 2010                                  | 2065 |  | 12%    |
| 2020                                  | 1628 |  | −21,2% |
| 1910–2020 Десятилетняя перепись в США |      |  |        |

Согласно переписи 2010 года, в городе проживало 2065 человек в 456 домохозяйствах в составе 293 семей. Плотность населения составляла 246 человек/км². Было 532 квартиры (64/км²).
Расовый состав населения:
| - 75,8% — белых - 15,6% — черных или афроамериканцев - 4,7% — коренных американцев - 0,2% — азиатов - 0,1% — выходцев из тихоокеанских островов - 1,5% — лиц других рас |

К двум или более расам принадлежало 2,0%. Доля испаноязычных составила 5,5% всего населения.
По возрастному диапазону население распределялось следующим образом: 14,3% — лица младше 18 лет, 76,5% — лица в возрасте 18-64 лет, 9,2% — лица в возрасте 65 лет и старше. Медиана возраста жителя составляла 36 лет. На 100 человек женского пола в городе приходилось 262,9 мужчины; на 100 женщин в возрасте от 18 лет и старше — 318,2 мужчин также старше 18 лет.
Средний доход на одно домохозяйство составил 46 302 доллара США (медиана — 40 250), а средний доход на одну семью — 56 299 долларов (медиана — 46 250). Медиана доходов составляла 36 591 доллар для мужчин и 37 232 доллара для женщин. За чертой бедности находилось 21,2% человек, в том числе 17,8% детей в возрасте до 18 лет и 19,1% лиц в возрасте 65 лет и старше.
Гражданское трудоустроенное население составляло 476 человек. Основные области занятости: публичная администрация — 25,8%, сельское хозяйство, лесничество, рыбалка — 23,3%, образование, здравоохранение и социальная помощь — 17,4%, розничная торговля — 12,4%.